# Haus Trouet
Haus Trouet, ook wel Haus Smets en Haus Schmetz genoemd, is een herenhuis aan de Eupener Strasse 8 in de deelgemeente Eynatten van de Belgische gemeenschap Raeren. Grote delen van het 18de-eeuwse gebouw zijn sinds 9 juni 1995 een historisch monument. De verschillende namen voor het huis gaan terug naar de eerste eigenaarsfamilie Smets (ook Schmetz) en de laatste eigenaar, de familie Trouet.

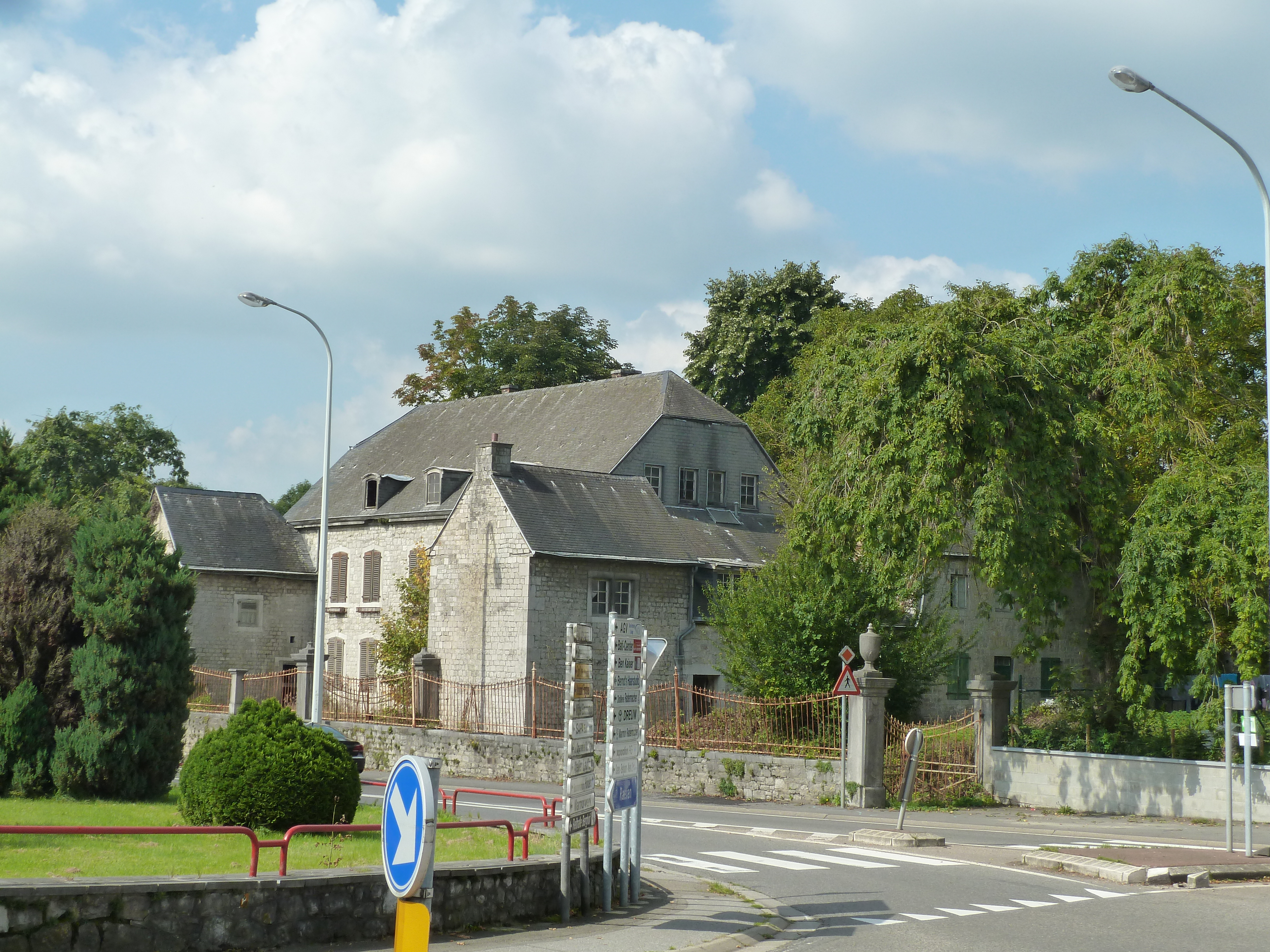
Haus Trouet, Oostaanzicht, 2014

## Geschiedenis
In 1658 bouwde Johann Sigismund Smets een eerder bouwwerk op het terrein van het huidige gebouw, waarvan slechts enkele delen van de kelder nog steeds bewaard zijn gebleven. In de bovendorpel wordt het bouwjaar aangekondigd. Het huis uit de 17e eeuw werd door de huurmeester en belastingontvanger Johann Nikolaus Jakob Smets in 1770 vervangen door het huidige gebouw. Na slecht enkele jaren werd het verkocht.
In 1920 verwierf Léon Trouet, een notaris uit Malmedy, tevens burgemeester in 1927/1928 van Eupen, het landgoed. Toen een brand in 1936 een zijvleugel van het huis verwoestte, liet hij deze herbouwen. Zijn dochter Marie-Louise bracht het gebouw, inclusief een boerderij en stallen, op 27 juni 2001 onder in een stichting om de ondertussen zwaar vervallen gebouwen te redden van verdere achteruitgang. Het doel was om van Haus Trouet een huis voor senioren te maken. De stichting heeft echter nooit rechtsgeldigheid verkregen omdat zij haar statuten niet in het Belgisch Staatsblad publiceerde, zodat de plannen voor het landgoed in 2003 uiteindelijk moesten worden afgeschaft. De eigenaar wilde de conversie naar bejaardenhuizen niet meer verkopen, noch wilde ze de vervallen gebouwen verkopen. Omdat het verval inmiddels de openbare veiligheid bedreigde, werd het huis uiteindelijk in 2004 onteigend.
De nieuwe eigenaar was een woningcorporatie die samen met het Waals Gewest en de gemeenschap het pand wilde verbouwen tot geschikte wooneenheden. De aankoopprijs was 450.000 euro. Marie-Louise Trouet probeerde zich echter juridisch te verdedigen tegen de onteigening, zodat de verbouw pas in 2008 kon worden gestart. In juni 2011 waren de eerste appartementen in de voormalige stallen klaar voor bewoning, ongeveer twee jaar later werden ook wooneenheden verkocht in de voormalige boerderij.
Er waren echter problemen met de transformatie van het monumentale landhuis. Onder andere omdat de monumentale waardes moesten worden gehandhaafd zou de verbouwing enorm duur zijn geworden, wat niet verenigbaar zou zijn geweest met het doel om betaalbare pensioenvoorzieningen te bieden. Het project was dus niet haalbaar en de eigenaar zocht gedurende meerdere jaren naar een huurder voor het vervallen landhuis, alvorens het uiteindelijk in 2017 werd verkocht voor de prijs van 350.000 euro aan een vastgoedmaatschappij in Raeren. De plannen van de nieuwe eigenaar omvatten het bebouwen van een deel van het park dat tot het landhuis behoort.

## Beschrijving

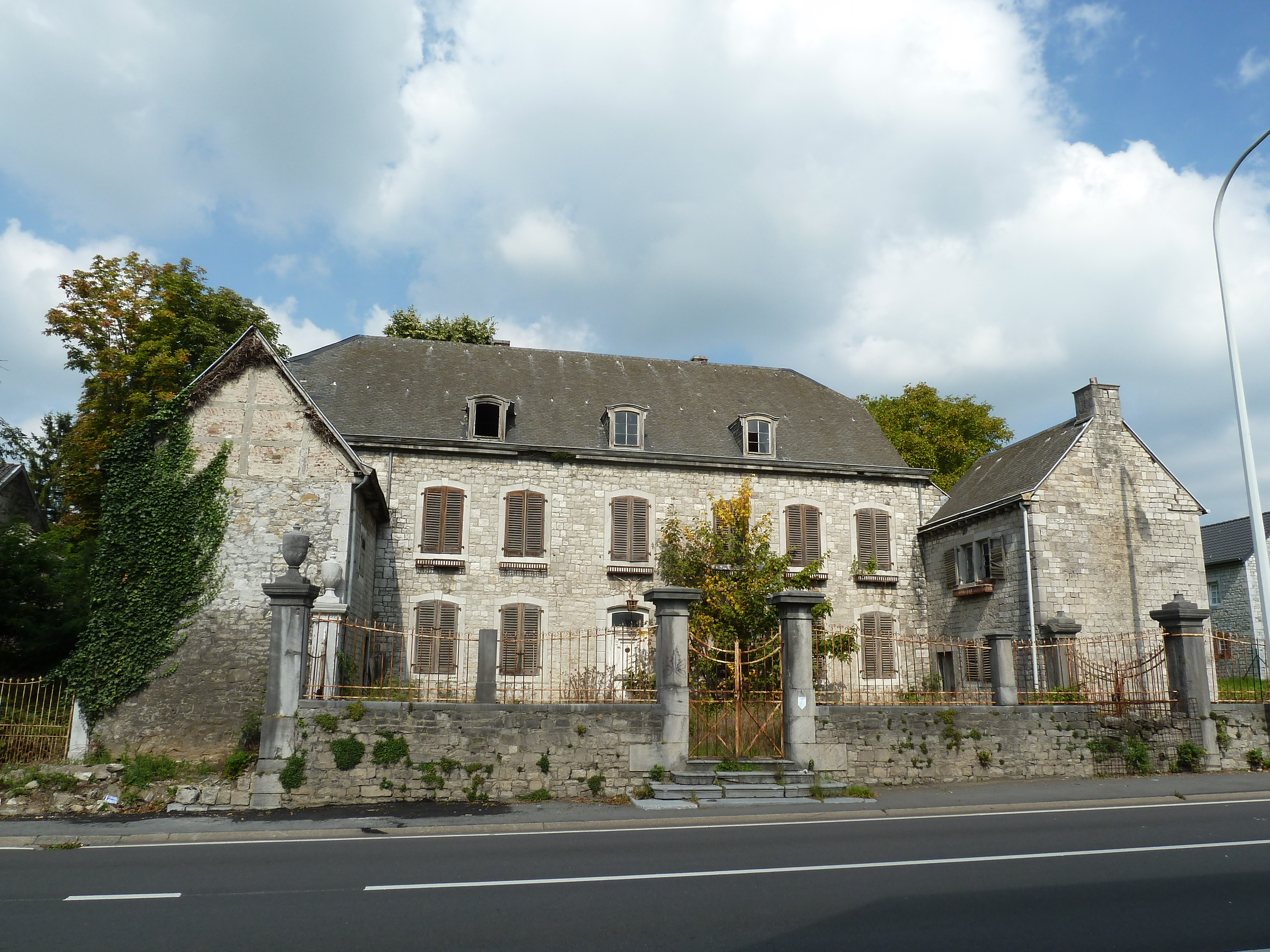
Voorzijde van Haus Trouet, 2014

Haus Trouet is een gebouw van twee verdiepingen, gemaakt van natuursteen blokken, met een schilddak met kleine dakkapellen. Aan het noordoostelijke en zuidwestelijke uiteinde, wordt het middengedeelte verbonden door korte, twee verdiepingen tellende zijvleugels, die een kleine binnenplaats vormen aan de oostkant van het gebouw. De gevel die uitkijkt op de binnenplaats heeft een vakwerkgevel en werd vroeger gebruikt als stal en hooizolder. De noordoostelijke zijvleugel heeft twee gekoppelde ramen en een grote stenen decoratie ter hoogte van de dakrand.
Binnen heeft het gebouw 27 kamers en een woonoppervlak van 600 m². Van de binnenzijde is slechts de oude houten trap met houtsnijwerk, welke onder de monumentenbescherming vallen, bewaard gebleven. Alle andere monumentaal beschermde delen (façade, dakconstructie en ommuring) maken deel uit van de buitenkant van het gebouw.
Bij het landhuis horen de voormalige stallen, een boerderij en een 2110 m² groot park, welk wordt begrensd door een muur op borsthoogte. Sommige van de vierkante pilaren in de muur zijn bekroond met vazen.